# Erland Samuel Bring

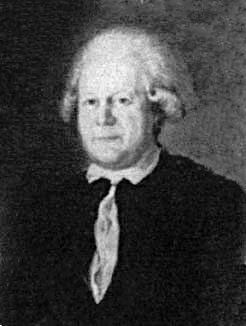
Erland Samuel Bring

Erland Samuel Bring (Ausås, Kristianstad, 19 augustus 1736 – Lund, 20 mei 1798) was een Zweedse wiskundige en historicus. 
Erland Bring studeerde in Lund van 1750 tot 1757. Daarna gaf hij in dezelfde plaats les in geschiedenis. In dit vak werd hij in 1779 tot hoogleraar benoemd. In de universiteitsbibliotheek van Lund zijn acht banden bewaard gebleven met wiskundig werk van Bring op het gebied van de algebra, de meetkunde, de analyse en de astronomie. In 1790 was hij rector van de Universiteit van Lund.
In zijn beroemdste werk "Meletemata quaedam mathematematica circa transformationem aequationum algebraicarum" uit 1786 beschrijft Bring 
een belangrijke transformatie om vijfdegraadsvergelijkingen te vereenvoudigen. De algemene vorm daarvan
{\displaystyle ax^{5}+bx^{4}+cx^{3}+dx^{2}+ex+f=0}
kan hierdoor vereenvoudigd worden tot:  
{\displaystyle x^{5}+px+q=0}
Deze transformatie werd later onafhankelijk van Bring ook gevonden en verder gegeneraliseerd door Jerrard in 1832-1835. Op dat moment was het werk van Ruffini en Abel over de onmogelijkheid van een algemene oplossing voor vergelijkingen van de vijfde graad in radicalen reeds gepubliceerd. In 1786  was dit echter nog niet bekend. Hoewel Bring niet heeft geclaimd zijn transformatie te hebben gevonden in een poging een algemene oplossing te vinden voor de vijfdegraadsvergelijking, lijkt het niet vergezocht dat hij daar inderdaad naar op zoek was, toen hij de gedeeltelijk naar hem genoemde transformatie vond.